# Гвоздика альпийская
Гвоздика альпийская (лат. Dianthus alpinus) — вид двудольных растений рода Гвоздика (Dianthus) семейства Гвоздичные (Caryophyllaceae). Растение впервые описано в 1753 году шведским систематиком Карлом Линнеем.
Немецкое название — Alpen-Nelke.

## Распространение, описание

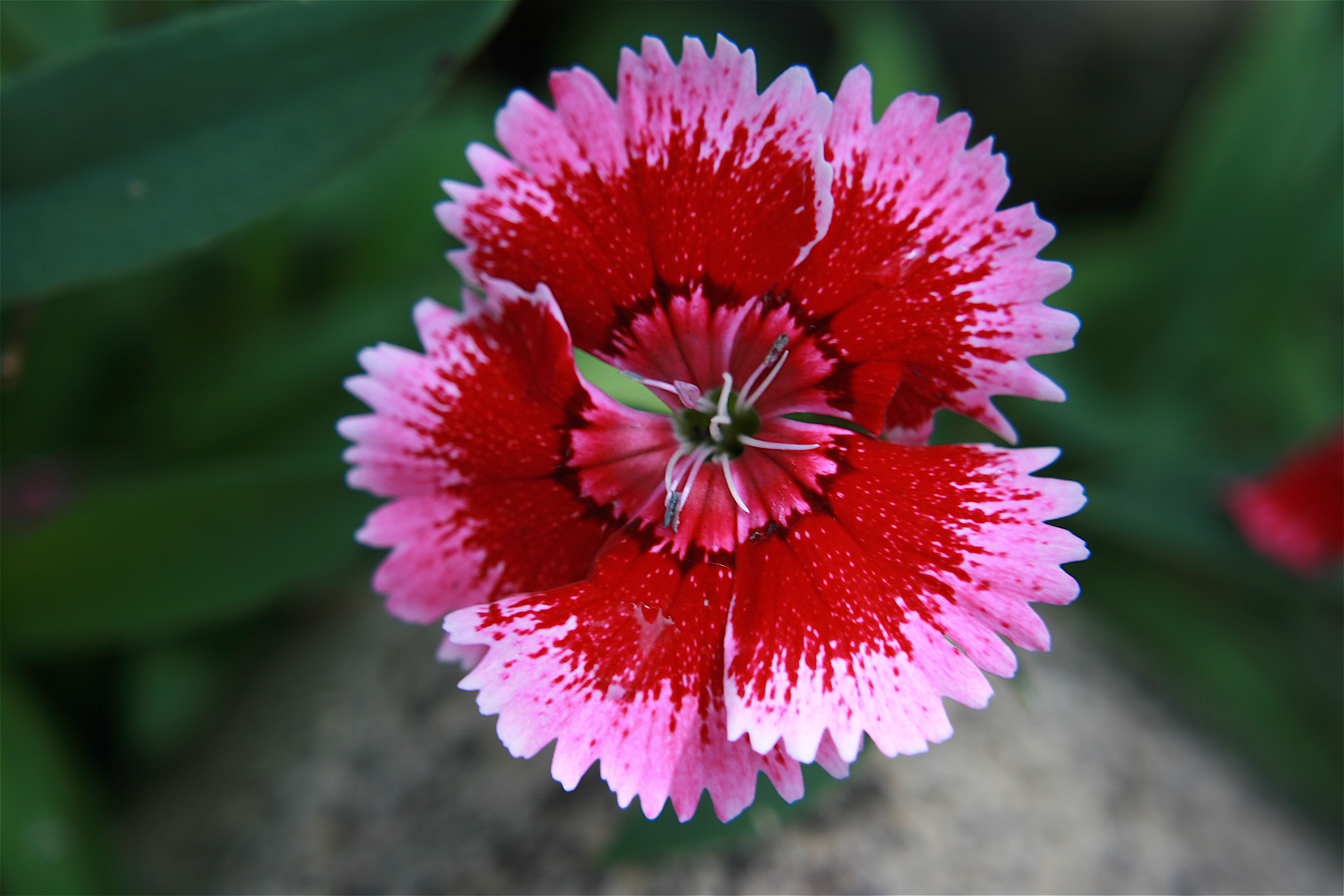
Цветок гвоздики альпийской

В дикой природе распространён в Австрии, на северо-востоке Италии и на части территории Словении. Произрастает в восточных Альпах, на известняковых участках на высоте 1000—2500 м.
Многолетнее растение высотой 20—25 см. Цветки красно-пурпурные.

## Значение
Сорта и гибриды гвоздики альпийской культивируются как декоративные. Дикорастущий «вариант» растения более привередлив к окружающей среде и плохо выдерживает искусственно созданные условия.